# 茨城県道171号石川袴塚線

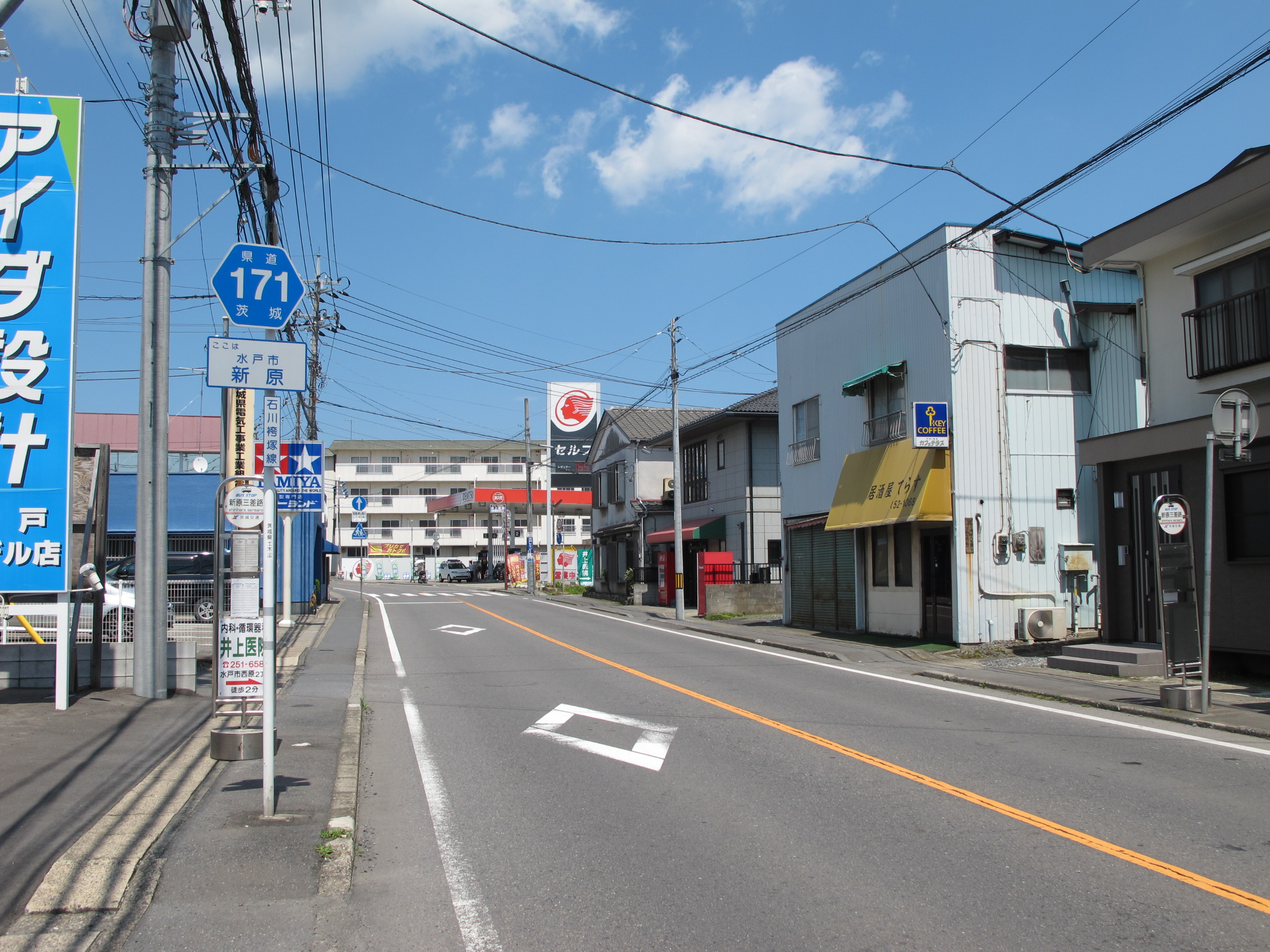
茨城県道171号石川袴塚線
水戸市新原（2014年6月）

茨城県道171号石川袴塚線（いばらきけんどう171ごう いしかわはかまつわせん）は、茨城県水戸市内の一般県道である。

## 概要
水戸市新原（水戸市石川付近）の国道50号現道（新原三差路）から水戸市袴塚1丁目の国道118号（袴塚1丁目交差点）を結ぶ延長約1.5kmの路線で、茨城県の県道としては比較的延長の短い路線であるが、水戸市赤塚・石川方面から市街地を抜けて茨城大学や国道118号方面へ出るルートとして重要な幹線道路である。全線対向2車線（片側1車線）で交通量は多く、国道50号の新原三差路は特に渋滞になりやすい。茨城大学前から赤塚駅・水戸駅方面への路線バスも本県道を通る。沿線は水戸市新原、西原、曙町、上水戸、袴塚の市街地が続く。

### 路線データ
- 起点：茨城県水戸市新原1丁目（国道50号交点、新原三差路）[1]
- 終点：茨城県水戸市袴塚1丁目（国道118号交点、袴塚1丁目交差点）[1]
- 総延長：1.516 km[2]
- 重用延長：なし[2]
- 未供用延長：なし[2]
- 実延長：1.516 km[2]
- 自動車交通不能区間延長[注釈 1]：なし[2]

## 歴史
1959年（昭和34年）10月14日、新たな県道として水戸市石川町を起点とし、水戸市袴塚町を終点とする区間を本路線とする県道石川袴塚線として茨城県が県道路線認定した。
1995年（平成7年）に整理番号171となり現在に至る。

### 年表
- 1920年（大正9年）4月1日：現在の路線の前身である渡里赤塚停車塲線が路線認定される[3]。
- 1959年（昭和34年）10月14日
路線認定（図面対照番号169）[4]。道路の区域は、水戸市石川町の二級国道前橋水戸線（国道50号）分岐から水戸市袴塚町の主要地方道水戸烏山線（現在の国道118号・123号）交点までと決定された[1]。
- 1969年（昭和44年）9月4日：水戸市西原町字山根地内の狭隘路（最小幅員4.0 m、延長180 m）を道路改良[5]。
- 1995年（平成7年）3月30日：整理番号が整理番号226から現在の番号（整理番号171）に変更される[6]。

## 地理

### 通過する自治体
- 茨城県
  - 水戸市

### 交差する道路
- 国道50号（水戸市新原1丁目）
- 国道118号（水戸市袴塚1丁目）

### 周辺
- 本行寺（上水戸4丁目）